# شایکاش
شایکاش (به صربی: Šajkaš) یک منطقهٔ مسکونی در صربستان است که در Titel Municipality واقع شده‌است. شایکاش ۳۸٫۹ کیلومتر مربع مساحت و ۴٬۳۷۴ نفر جمعیت دارد و ۷۸ متر بالاتر از سطح دریا واقع شده‌است.